# Sea-Watch

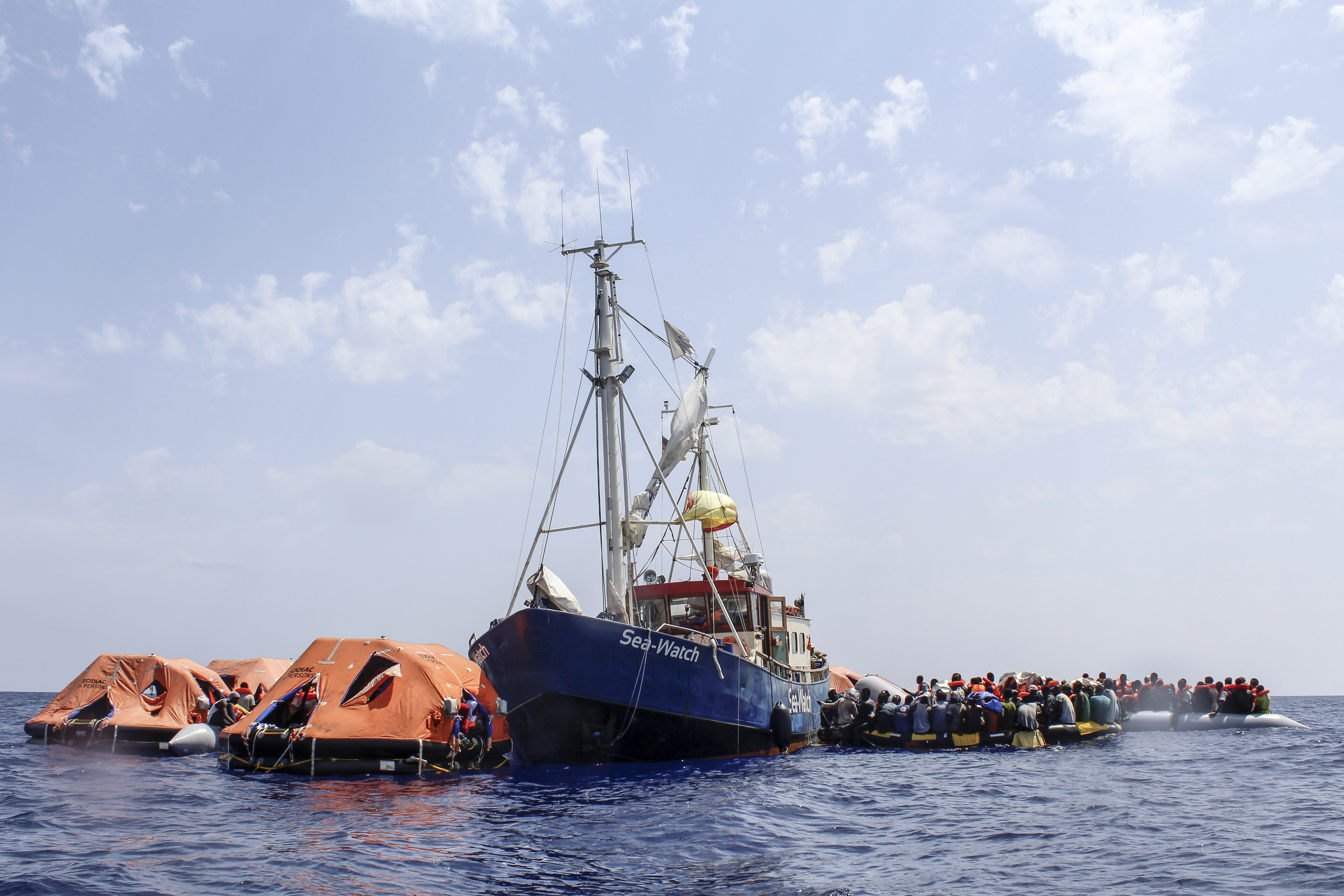
Sea-Watch mit Rettungsinseln wartet auf Hilfe, 2015

Sea-Watch ist ein deutscher Verein mit Sitz in Berlin. Wichtigster Zweck des Vereins ist die Rettung von Menschen auf der Flucht, die im Mittelmeer in Seenot geraten. Der Verein wurde im Mai 2015 von Harald Höppner gegründet. Sea-Watch führt Rettungsmissionen mit vereinseigenen Rettungsschiffen durch sowie in Kooperation mit der Schweizer Humanitarian Pilots Initiative zivile Aufklärungsflüge, um aus der Luft nach Flüchtlingsbooten zu suchen.

## Gründung
Der Verein entstand Ende 2014 aus einer Initiative von Freiwilligen um Harald Höppner, als die italienische Marineoperation Mare Nostrum beendet wurde. Am 19. Mai 2015 wurde der Verein von Frank Dörner, Harald Höppner, Holger Mag, Ingo Werth, Matthias Kuhnt, Peter Breidbach, Ruben Neugebauer und Tilman Holsten gegründet, um im Mittelmeer in Seenot geratene Flüchtlinge zu retten. Dabei leistet die Organisation durch unmittelbare Seenotrettung humanitäre Hilfe. Auf der politischen Ebene prangert Sea-Watch die Abwesenheit staatlicher Seenotrettungskräfte an und fordert mit politischen Aktionen sichere Zugangswege für Flüchtlinge und sonstige Migranten nach Europa.

## Seenotrettung

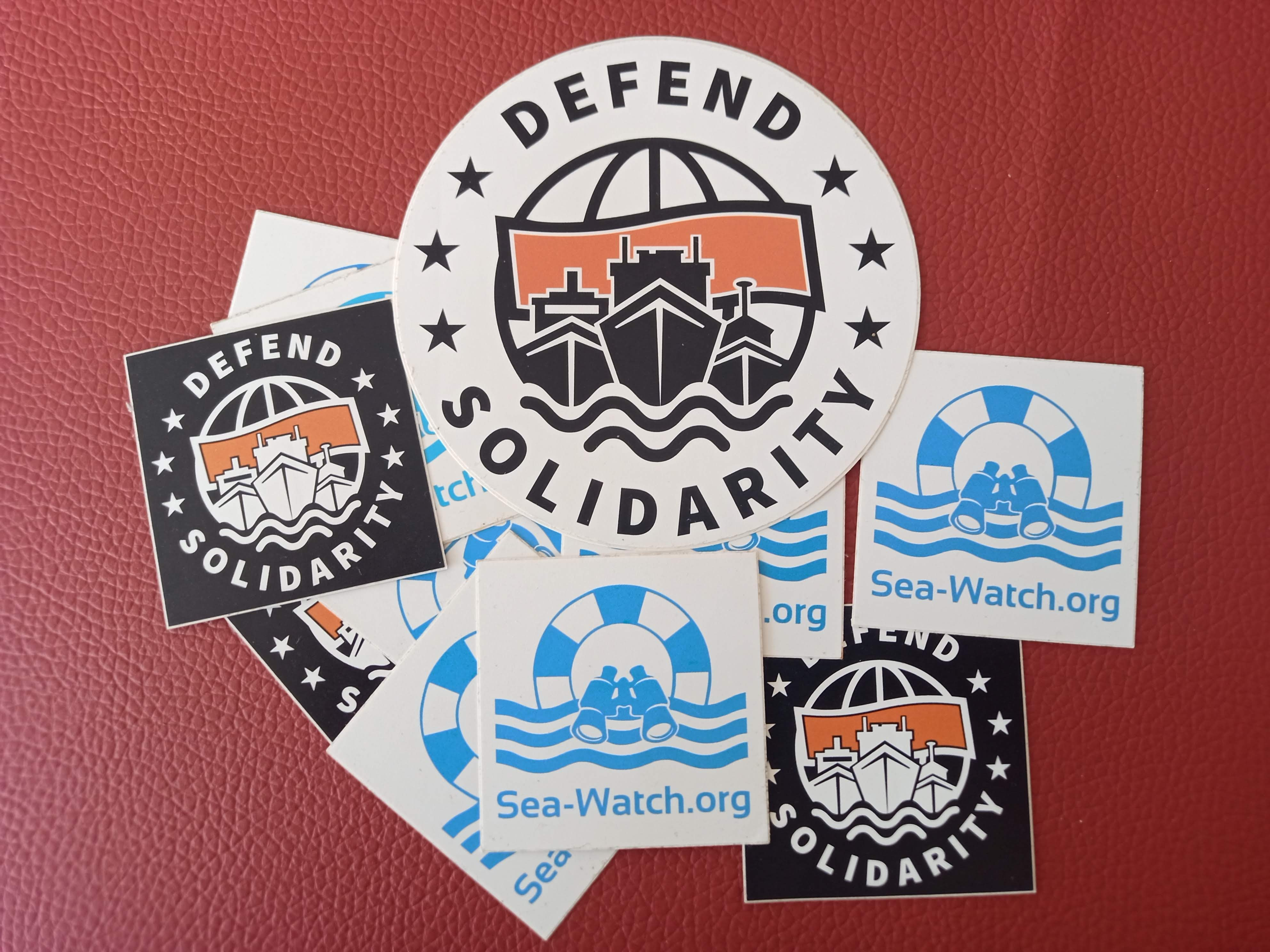
Aufkleber der Sea-Watch und ihrer Defend Solidarity Kampagne

Höppner kaufte einen alten Fischkutter (Sea-Watch), der zwischen Februar und April 2015 in Hamburg-Harburg umgebaut wurde, um das Schiff ab Mitte Juni 2015 im Mittelmeer einzusetzen. Von November 2015 bis Januar 2016 agierte der Verein im Rahmen des Programms Retter helfen Rettern der International Maritime Rescue Federation (parallel zu den Rettungsaktivitäten auf der zentralen Mittelmeerroute) mit zwei Schnellbooten vor der griechischen Insel Lesbos, um zu einer Reduzierung der Todesrate bei den zahlreichen Übersetzungen von der Türkei nach Griechenland beizutragen. Nach eigenen Angaben rettete der Verein im Jahr 2015 rund 2000 Menschen. Im Dezember 2015, während der Flüchtlingskrise in Europa 2015/2016, kaufte der Verein die Sea-Watch 2. Seit 2017 ist die Sea-Watch 3 im Betrieb.

### Schiffe

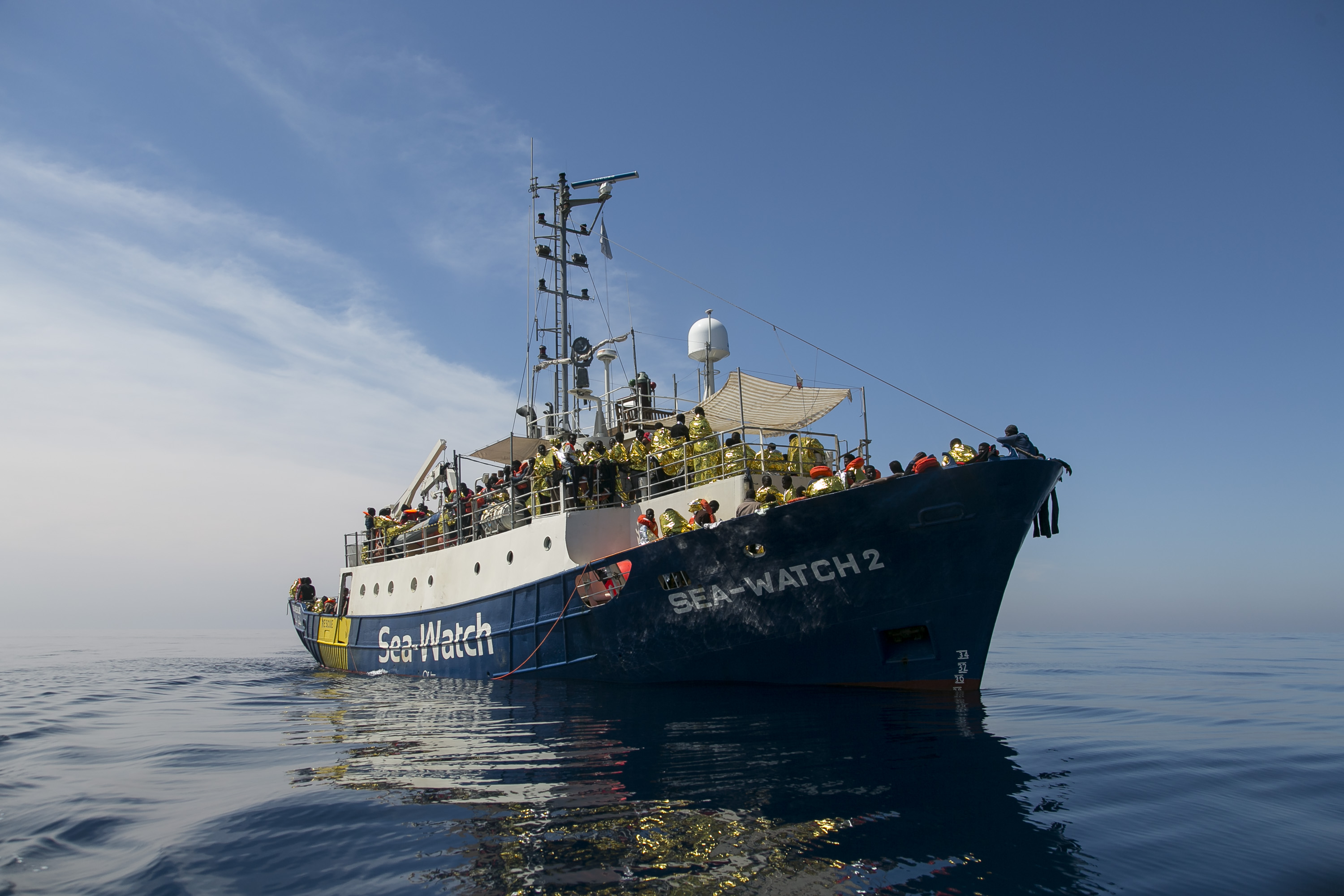
Sea-Watch 2 überfüllt mit Geretteten, 19. März 2017

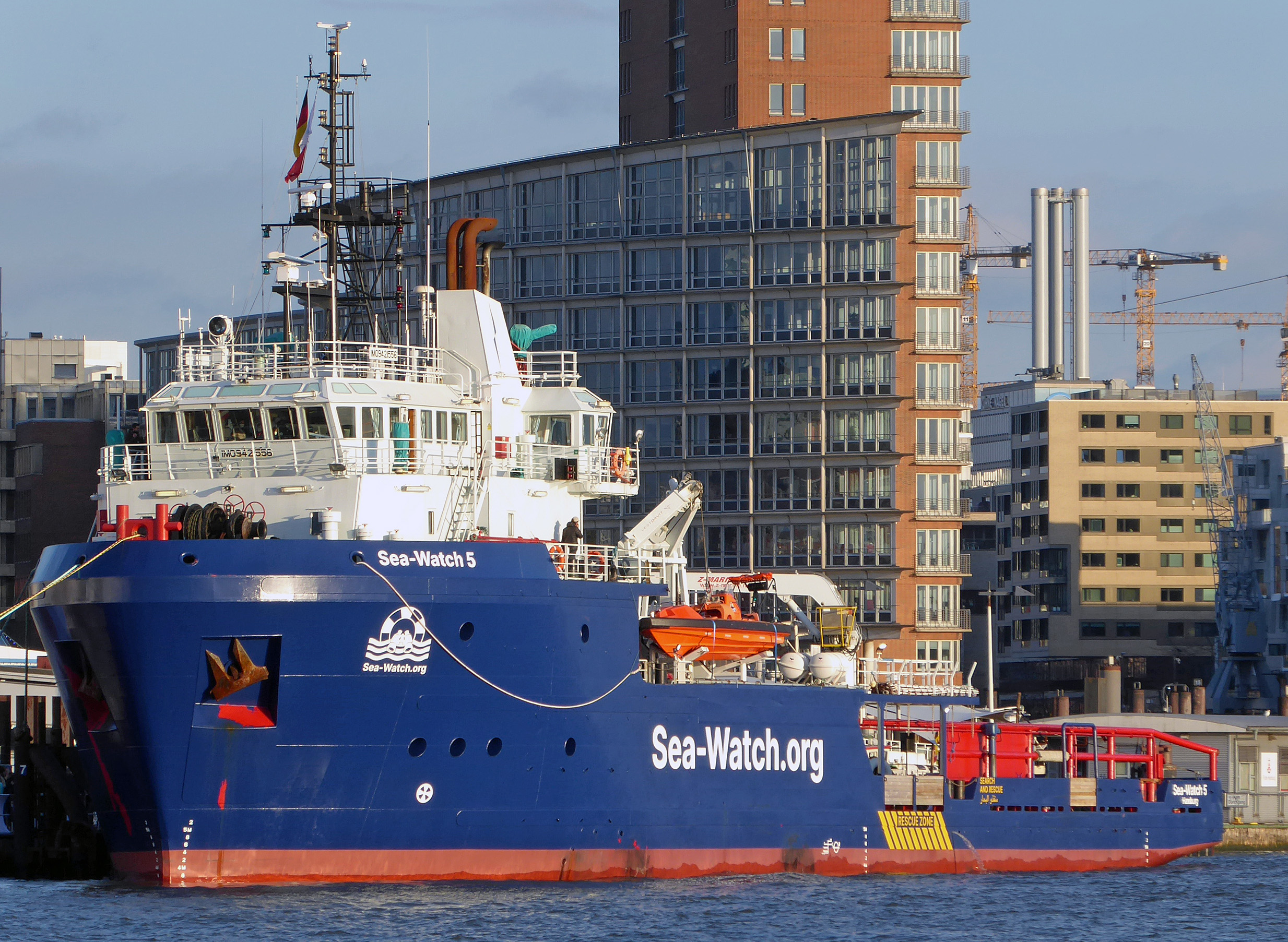
Sea-Watch 5 in Hamburg 2022

Mit relativ kleinen und langsamen Booten, die nicht für die längere Aufnahme von Geretteten und den Transfer in Häfen vorgesehen sind, operiert Sea-Watch (Stand 2018) mit aufblasbaren Rettungsflößen, auf denen die Menschen Zuflucht finden. Die Übernahme und den Transport in einen sicheren Hafen sieht der Verein als zentrale Aufgabe staatlicher Seenotrettung. Damit vermied Sea-Watch behördliche Untersuchungen wie Identitätsfeststellungen an Bord ihrer Schiffe.
Sea-Watch
Das gleichnamige Schiff Sea-Watch ist ein ehemaliger Fischkutter, den der Verein 2015 kaufte und zum Rettungsboot für den Einsatz im Mittelmeer umbauen ließ. Das Schiff wurde 2018 an den Verein Mare Liberum übergeben.
Sea-Watch 2
Sea-Watch 2 ist ein ehemaliges Fischereiforschungsschiff und übernahm in Nachfolge der Sea-Watch von 2016 bis 2017 zwischen der libyschen Küste und der Insel Malta 14-tägige Rettungsoperationen. Das Schiff wurde im zweiten Quartal 2017 an die Mission Lifeline verkauft.

Sea-Watch 3
Sea-Watch 3 wurde zuvor als Dignity I von der Nichtregierungsorganisation Ärzte ohne Grenzen betrieben. Das Schiff war 50 m lang und bis Ende 2019 als Jacht in den Niederlanden registriert. Ab Anfang Dezember 2019 fuhr das Schiff unter deutscher Flagge. Die Sea-Watch 3 konnte laut eigenen Angaben mehr Personen als die Sea-Watch 2 unterbringen. 2023 wurde sie abgewrackt.
Mare Jonio
Seit Anfang Oktober 2018 betreibt der Verein zusammen mit dem italienischen Seenotrettungsprojekt Mediterranea Saving Humans den Schlepper Mare Jonio, der allerdings ursprünglich nicht selbst zur Rettung Schiffbrüchiger eingesetzt, sondern mit dem Flüchtlingsboote in Seenot ausfindig gemacht und gesichert werden sollten.
Sea-Watch 4
Seit Anfang Februar 2020 ist der Verein Betreiber der Sea-Watch 4 (zuvor Poseidon). Das Schiff wurde mit Spenden vom Bündnis United4Rescue – Gemeinsam Retten erworben und ging Mitte August  2020 neben der Sea-Watch 3 in den Einsatz. 2022 übernahm SOS Humanity die ehemalige Sea-Watch 4 und nahm sie im August 2022 unter dem Namen Humanity 1 in den Einsatz.
Sea-Watch 5
Am 3. November 2022 wurde die Sea-Watch 5, ein 12 Jahre altes Versorgungsschiff, im Hamburger Hafen getauft.
Aurora
Seit Frühjahr 2022 betreibt Sea-Watch die Aurora, ein 14 Meter langes Rettungsboot, das – schon für diesen Zweck gebaut – von 1994 bis 2019 unter dem Namen Earl and Countess Mountbatten of Burma 25 Jahre lang der britischen Seenotrettungsorganisation RNLI diente. Das Schiff wurde für den Einsatz im Mittelmeer lediglich umgerüstet, unter anderem mit zusätzlichen Treibstofftanks ausgestattet. Die Aurora erreicht eine Höchstgeschwindigkeit von 25 Knoten, damit ist sie eines der schnellsten Schiffe der zivilen Such- und Rettungsflotte im zentralen Mittelmeer. Zunächst noch unter britischer Flagge, fährt das Schiff mit 6-köpfiger Crew seit November 2022 unter deutscher Flagge.

### Flugzeuge
Zur Suche nach Flüchtlingsbooten werden Seegebiete durch kolbenmotorgetriebene Flugzeuge überwacht. Dies geschieht in Zusammenarbeit von Sea-Watch und der Schweizer Nichtgegierungsorganisation Humanitarian Pilots Initiative, die ebenfalls aus den Spendeneinnahme von Sea-Watch finanziert wird. Die Piloten für die zivilen Aufklärungsflüge über dem zentralen Mittelmeer werden von der HPI gestellt. Jedes sei dabei potentiell in Seenot und man sei verpflichtet es den Seenotrettungsleitstellen zu melden, da diese Boote „meist extrem überladen und nicht seetauglich“ seien.
Moonbird
Von Frühjahr 2017 bis Frühjahr 2022 setzten Sea-Watch und HPI das erste Luftaufklärungsflugzeug ein; die Moonbird war eine Propellermaschine vom Typ Cirrus SR 22. Im Jahr 2017 haben die Piloten der Moonbird nach eigener Auskunft 119 Boote in Seenot gesichtet und so 20000 Menschen gerettet.
Nachdem die maltesische Regierung die Häfen für Schiffe von Nichtregierungsorganisationen im Juni 2018 geschlossen hatte, wurde auch dem Flugzeug Anfang Juli 2018 von den Behörden ein Startverbot für Aufklärungsflüge vor der libyschen Küste erteilt. Im Jahr 2019 erteilte die italienische Luftverkehrsaufsicht der Moonbird ein Startverbot, da das Flugzeug nur für Erholungs- oder Non-Profit-Zwecke genutzt werden dürfe. Im September 2020 erteilte die italienische Zivilluftfahrtbehörde der Moonbird ein Flugverbot; der Betrieb wurde im November 2020 wieder aufgenommen.
Seabird 1
Seit dem Frühjahr 2020 ist das Luftaufklärungsflugzeug Seabird 1 im Einsatz, ein zweimotoriges Geschäftsreise-Flugzeug vom Typ Beechcraft Baron 58 (ICAO Kennung B58). Das Seegebiet, das bei einer Mission mit der Seabird 1 abgesucht werden kann, ist fast doppelt so groß wie das von Moonbird: rund 27.000 km². Außerdem kann das Flugzeug ca. 7,5 Stunden im Einsatzgebiet verbleiben. Da die Barons zweimotorige Flugzeuge sind, wird durch die Motor-Redundanz deutlich mehr Sicherheit für die Crew an Bord gewährleistet. Die Seabird 1 fliegt unter Schweizer Hoheitszeichen.
Seabird 2
Die Seabird 2 ist seit 2022 in Einsatz. Auch sie ist vom Typ Beechcraft Baron 58. An Bord finden bis zu fünf Crew-Mitglieder Platz. Eine Flugstunde der Baron 58 kostet Stand 2023 etwa 1.100 €. Die Seabird 2 fliegt ebenfalls unter Schweizer Hoheitszeichen.

### Vorfall vom 10. Mai 2017
Anfang Mai 2017 geriet Sea-Watch in eine Auseinandersetzung mit der libyschen Küstenwache. Sea-Watch wurde zu einem Rettungseinsatz vor der libyschen Küste gerufen. Das Maritime Rescue Coordination Centre in Rom übertrug jedoch der Küstenwache die Koordination über den Einsatz (ON-Scene-Coordination). Sea-Watch beschuldigte die libysche Küstenwache, in einem riskanten Manöver knapp an dem Sea-Watch-Schiff vorbeigefahren zu sein. Ferner wurde dem libyschen Kapitän von Seiten der Helfer vorgeworfen, weder auf ihre Funksprüche noch auf die eines italienischen Marinehubschraubers, welcher ihn zum sofortigen Anhalten angewiesen habe, reagiert zu haben. Die libysche Küstenwache gab an, von Schleppern beschossen worden zu sein und warf ihrerseits Sea-Watch vor, den Einsatz der Küstenwache gestört zu haben. Dem Sprecher Ajub Kassem zufolge wollte Sea-Watch selbst die Schiffbrüchigen retten und führte zur Begründung an, dass Libyen nicht sicher sei. Während der Rettungsaktion verloren fünf Menschen ihr Leben. Die Küstenwache nahm schließlich fast 500 Menschen auf und brachte sie zurück nach Libyen. Im Juli 2017 teilte der Internationale Strafgerichtshof in Den Haag mit, dass er wegen der Anzeige von Sea-Watch Untersuchungen gegen die libysche Küstenwache eingeleitet habe.

### Vorfall vom 6. November 2017
Am 6. November 2017 starben bei einer Rettungsaktion unter Beteiligung von Sea-Watch und der libyschen Küstenwache über 50 Menschen. Die Sea-Watch 3 war von der Seenotrettungsleitstelle in Rom mit der Rettung der Menschen beauftragt worden und gleichzeitig mit einem libyschen Boot an Ort und Stelle eingetroffen. Laut einer Sprecherin der italienischen Küstenwache hatten die libyschen Behörden die Koordination des Einsatzes übernommen. Ein Gummiboot war havariert, auf dem 140 Menschen auf das Meer hinaus gefahren waren. Die meisten von ihnen waren Nichtschwimmer. Laut Reuters stellte sich nach Auswertung eines ihr vorliegenden Videos die Situation wie folgt dar: Manche der schiffbrüchigen Migranten weigerten sich, von der libyschen Küstenwache gerettet zu werden und versuchten stattdessen, zu dem Sea-Watch-Boot und auf ein nahe gelegenes französisches Kriegsschiff zu gelangen. Nach Darstellung der libyschen Küstenwache habe Sea-Watch eine bereits laufende Rettungsaktion untergraben. Die Sea-Watch 3 habe die Anweisung der Küstenwache ignoriert, sich zu entfernen. Nach Darstellung von Sea-Watch habe die libysche Küstenwache versucht, das Erreichen des Sea-Watch-Bootes zu verhindern. Aufgrund des „brutalen Vorgehens“ der Küstenwache habe es eine Panik gegeben und mehrere Migranten seien ins Wasser gefallen. Die italienische Küstenwache konnte nach Auskunft ihrer Sprecherin zu der Entwicklung vor Ort keine Angaben machen. Ein Hubschrauber der italienischen Marine stoppte das Schiff der libyschen Küstenwache. Nach Ansicht von Kordula Dörfler stützt das von Sea-Watch vorgelegte Bildmaterial die Darstellung von Sea-Watch. Sea-Watch 3 rettete schließlich 58 Menschen und brachte sie nach Europa, die libysche Küstenwache nahm 45 an Bord und brachte sie zurück nach Libyen. Wegen der Todesfälle ermittelte die italienische Polizei. Sea-Watch 3 wurde deshalb auf zunächst unbestimmte Zeit das Auslaufen aus dem Hafen von Pozzallo verweigert. Siebzehn nigerianische Migranten, darunter die Eltern zweier ums Leben gekommener Kinder, reichten mit Unterstützung von Nichtregierungsorganisationen, darunter Sea-Watch, im April 2018 Klage beim Menschengerichtshof gegen Italien ein. Dieses habe durch seine Kooperation mit der libyschen Küstenwache das Schiffsunglück mit über 20 Toten provoziert, heißt es in der Klageschrift. Die Kläger waren bei dem Vorfall von der libyschen Küstenwache gerettet und zurück nach Libyen gebracht worden, wo einige nach eigenen Angaben später gefoltert wurden. Drei von ihnen kehrten zwischenzeitlich nach Nigeria zurück, um den libyschen Flüchtlingszentren zu entkommen. Italien verstoße somit gegen das Nichtzurückweisungsprinzip.

### Auslaufverbot für Sea-Watch 3 in Malta
Im Juni 2018 wurde die Sea-Watch 3 von den maltesischen Behörden im Hafen von Valletta festgesetzt, weil sie nicht ordnungsgemäß unter niederländischer Flagge registriert wäre. Obwohl die ordnungsgemäße niederländische Registrierung schon im Juli geklärt war, sei der Sea-Watch 3 nach Aussagen von Sea-Watch aus politischen Gründen weiterhin die Ausfahrt aus Valletta bis Oktober verweigert worden. Mit derart willkürlichen Akten würde die Regierung (seit dem 1. Juni 2018 das Kabinett Conte I) die Seenotrettung behindern und damit für den Tod weiterer Menschen verantwortlich sein. Nach dem Bericht der Zeitung Die Zeit ist das Auslaufverbot ohne konkrete Angabe von Gründen ausgesprochen worden, um zu versuchen, von der NGO eine offenbar juristisch irrelevante Erklärung zu erhalten, künftig auf die Durchführung von Rettungsmissionen zu verzichten. Im Dezember 2018 reichte Sea-Watch Klage gegen das maltesische Verkehrsministerium ein, weil dieses eigenmächtig die freie Verfügung über die Sea-Watch 3 verhindert hätte.

### Anlegeverbot und Entscheidung des EGMR im Januar 2019
Nachdem das Schiff Sea-Watch 3 mit 47 aus Seenot geretteten Personen, die man am 19. Januar vor der libyschen Küste aufgenommen hatte, über eine Woche vor Sizilien auf die Erlaubnis zum Anlanden der Personen gewartet hatte, reichte die Organisation am 28. Januar beim Europäischen Gerichtshof für Menschenrechte (EGMR) einen Eilantrag im Namen des Kapitäns und einer der „geretteten Migranten“ ein, mit dem nach Pressemeldungen ein Anlanden der Personen in Italien erzwungen werden sollte. Der EGMR entschied einen Tag später, dass Italien die Personen an Bord zwar medizinisch und mit Lebensmitteln versorgen müsse, Italien aber die Personen nicht an Land lassen muss. Weiter muss den Minderjährigen an Bord rechtlicher Beistand gestellt werden. Wenig später wurde aus dem Umfeld der italienischen Regierung bekannt, dass sich Vertreter Deutschlands, Frankreichs, Portugals, Rumäniens und Maltas zur Aufnahme der Personen bereiterklärt hätten.

### Festsetzung der Aurora im August 2023
Die Aurora wurde am 21. August 2023 festgesetzt, nachdem sie nach Besatzungsangaben wegen Treibstoffmangel nicht den von italienischen Behörden zugewiesenen Hafen Trapani auf Sizilien, sondern mit 72 Geretteten das näher gelegene Lampedusa anlief. Italienische Kommentatoren des populistischen Blattes Il Giornale warfen dem Verein Sea-Watch vor, absichtlich ein Kurzstreckenboot wie die Aurora einzusetzen, um einen politischen Eklat zu provozieren.

## Politischer Einsatz
Sea-Watch betreibt nach einem Bericht in der Neuen Zürcher Zeitung vom Mai 2017 ein EU-kritisches „Politmarketing“. Die Schuld an der Krise liegt nach ihrer Ansicht in der Festung Europa. Ruben Neugebauer nannte beispielsweise die EU im Mai 2017 eine „Konfliktpartei“ in der Flüchtlingskrise, die etwa die libysche Küstenwache zu Rechtsbrüchen anstifte.
Wie viele andere NGOs fordert der Verein, sichere und legale Einreisemöglichkeiten zu schaffen, damit Menschen nicht weiter auf dem Mittelmeer ihr Leben riskieren müssen, und kritisiert insbesondere die Schließung der Balkanroute, den EU-Türkei-Deal und den Wiederaufbau der libyschen Küstenwache durch die EU.

## Zusammenarbeit mit der EKD
Das Seenotrettungsschiff Sea-Watch 4 (mit dem Namenszusatz „powered by United4Rescue“), finanziert von der Evangelischen Kirche (EKD), wird unter Leitung von Sea-Watch seit 2020 eingesetzt. Dafür wurde der Trägerverein Gemeinsam Retten ins Leben gerufen, dessen erster Vorsitzender Thies Gundlach von der EKD und zweiter Vorsitzender Michael Schwickart von Sea-Watch ist.

## Finanzierung
Wie viele andere Seenotrettungsorganisationen finanziert sich Sea-Watch, als gemeinnütziger Verein, ausschließlich aus Spenden.
Für das Jahr 2017 gab der Verein Ausgaben von 1.954.316,42 € an, davon 23,4 % für den Kauf der Sea-Watch 3 sowie 41,9 % für den Betrieb der drei Schiffe und 18,4 % für die Luftaufklärungsmission Moonbird. Einnahmen haben man dabei durch etwa 12.000 Spender erzielt.
Drei Jahre später, im Jahr 2021, hatten sich die Ausgaben auf 10.918.761,83 € vervielfacht, davon 4.322.182,20 € für Personalkosten (42,4 %). Zugleich hatten sich die Einnahmen noch stärker erhöht auf 12.072.829,20 € durch Spenden und den Verkauf von Merchandise-Artikeln.
Im Jahr 2019 hatte der Deutsche Evangelische Kirchentag 2019 die Kollekte beim Abschlussgottesdienst teilweise für das Aufklärungsflugzeug gesammelt.
Außerdem betreibt Sea-Watch einen Online-Shop für Merchandising.

## Rezeption
Der Frontex-Chef Fabrice Leggeri warf im Februar 2017 den Seenotrettungsorganisationen vor, durch ihre Mission Schlepper zu unterstützen. Leggeri verwies darauf, dass zuletzt 40 Prozent aller Aktionen durch Nichtregierungsorganisationen durchgeführt wurden. Die Vorwürfe wurden vom Sea-Watch-Vorstandsmitglied Frank Dörner wie auch in einer gemeinsamen Erklärung von Sea-Watch mit Cadus, Jugend Rettet, Alarmphone, Mission Lifeline und Borderline Europe im März 2017 zurückgewiesen. Nach Ansicht von Sea-Watch zeigen diese Zahlen vor allem, dass die EU hier ihrer Verantwortung nicht nachkommt. Nach Aussagen des Migrationsforschers Jochen Oltmer wird die Wirkung der Seenotrettungsorganisationen wie Sea-Watch und Sea-Eye als Pull-Faktor in der Wissenschaft verneint.
2019 wurde Lifeboat, ein Dokumentarfilm über eine zweiwöchige Fahrt von Freiwilligen der Sea-Watch vor der Küste Libyens, für den Oscar in der Kategorie Bester Dokumentar-Kurzfilm nominiert.
Im Jahr 2019 erschien der Dokumentarfilm SeaWatch3 der Filmemacher Nadia Kailouli und Jonas Schreijäg. Diese begleiteten die Sea-Watch 3 bei ihrer Rettungsfahrt im Juni 2019 für 21 Tage bis zur Festnahme von Carola Rackete.
2020 zeigte das Frankfurter Museum der Weltkulturen in Zusammenarbeit mit Sea-Watch eine Fotoausstellung über fünf Jahre ziviler Seenotrettung im Mittelmeer. Eine Ausstellung, die nach Jan Tussing von der Hessenschau eindrücklich zeige, wie die Festung Europa seit Jahren die universellen Menschenrechte mit Füßen trete.
Der 22-minütige Dokumentarfilm Operation Moonbird von Dustin Lose thematisiert den Einsatz des Aufklärungsflugszeugs Moonbird. Der Film aus dem Jahr 2020 erhielt die Auszeichnung Young Eyes Film Award des Internationalen Leipziger Festival für Dokumentar- und Animationsfilm.

## Auszeichnungen
- 2017: „Frihedsprisen“ der dänischen Tageszeitung Politiken[67]
- 2019: Erich-Maria-Remarque-Friedenspreis der Stadt Osnabrück,[68] Smart Hero Award[69] und für die Kapitänin Carola Rackete der Globart Award[70]